# Lis Rhodes
Lis Rhodes (Cornualles, 1942) es una artista y cineasta feminista británica, conocida por su densidad, concentración y sentido articulado de la poesía en sus obras visuales. Ha estado activa en el Reino Unido desde principios de la década de 1970.

## Trayectoria
Rhodes se crio en el oeste de Inglaterra, se educó en la Universidad del Este de Londres y estudió Cine y Televisión en el Royal College of Art.
Desde principios de la década de 1970, Rhodes ha creado un arte radical y controvertido que desafía a sus espectadores a cuestionar la perspectiva del cine a través de su trabajo. Su intención era que el público "reconsiderara el cine como medio de comunicación y presentación de imagen, lenguaje y sonido".
Fue comisaria de cine en la London Film-Makers 'Co-op de 1975 a 1976. En 1979, Rhodes cofundó la red de distribución de películas feministas, Circles. Fue miembro del comité de exhibición del evento de Arts Council Film on Film de 1979 y de la retrospectiva internacional de cine Avante-Garde. Rhodes fue asesora artística del Greater London Council de 1982 a 1985, y desde 1978 ha impartido clases a tiempo parcial en la Slade School of Fine Art, University College London.
Una de sus piezas clave más innovadora es Light Music (1975), que fue exhibida en la Tate Modern de julio de 2012 a enero de 2013. Tate la consideró, "Una obra icónica de cine expandido que creó un papel más central y participativo para el espectador dentro de un entorno dinámico e inmersivo". Su trabajo también fue incluido en la exposición de 2007 WACK! Art and the Feminist Revolution.
En 2012, la exposición individual de Rhodes, Dissonance and Disturbance se llevó a cabo en el Instituto de Arte Contemporáneo de Londres. El ICA señaló que Rhodes "examina las relaciones en su trabajo – desde el cine, la composición y la escritura – hasta la notación musical y la imagen, y el lenguaje de la disidencia política".
Según Rhodes, "la vista a través de la lente puede ser borrosa o definida – enfocada o desenfocadaenfocada o desenfocada – dependiendo de lo que crees que sabes; lo que imaginas que ves; lo que aprendes a buscar: lo que te dicen que es visible". Rhodes no ve su arte como una práctica aislada, sino más bien como una función social. Vive y trabaja en Londres.

## Filmografía (selección)
- Dresden Dynamo (1972)
- Light Music (1975)
- Light Reading (1978)
- Serie Hang on a Minute (1983–85)
- A Cold Draft (1988)
- In the Kettle (2010)
- Whitehall (2012)